# Liste der aktiven Luftfahrzeuge der Volksbefreiungsarmee
Die Liste der aktiven Luftfahrzeuge der Volksbefreiungsarmee führt alle im Dienst befindlichen Typen von Luftfahrzeuge auf, die von einer der Teilstreitkräften gegenwärtig genutzt wird.
Die exakten Zahlen an aktiven Luftfahrzeugen kann, wegen der Geheimhaltung, oft nur geschätzt werden.

## Luftstreitkräfte der Volksrepublik China

### Luftfahrzeuge
Die Luftstreitkräfte der Volksrepublik China verfügt über folgende Flugzeug- und Hubschraubertypen (Stand Ende 2024):
| Flugzeug                       | Foto           | Herkunft                     | Verwendung                                         | Version        | Aktiv               | Bestellt       | Anmerkungen                             |
| Kampfflugzeuge                 | Kampfflugzeuge | Kampfflugzeuge               | Kampfflugzeuge                                     | Kampfflugzeuge | Kampfflugzeuge      | Kampfflugzeuge | Kampfflugzeuge                          |
| ------------------------------ | -------------- | ---------------------------- | -------------------------------------------------- | -------------- | ------------------- | -------------- | --------------------------------------- |
| Xian H-6                       |                | Volksrepublik China          | Bomber                                             |                | 120                 |                | Lizenzbau der russischen Tupolew Tu-16. |
| Chengdu J-7                    |                | Volksrepublik China          | Abfangjäger                                        |                | 387                 |                |                                         |
| Shenyang J-8                   |                | Volksrepublik China          | Abfangjäger                                        |                | 96                  |                |                                         |
| Chengdu J-10                   |                | Volksrepublik China          | Mehrzweckkampfflugzeug                             |                | 243                 |                |                                         |
| Shenyang J-11                  |                | Volksrepublik China          | Jagdflugzeug                                       |                | 319                 |                | Lizenzbau der russischen Suchoi Su-27.  |
| Chengdu J-20                   |                | Volksrepublik China          | Jagdflugzeug                                       |                | 195–230 (Schätzung) |                |                                         |
| Xian JH-7                      |                | Volksrepublik China          | Jagdbomber                                         |                | 69                  |                |                                         |
| Flugzeuge für Spezialmissionen |                |                              |                                                    |                |                     |                |                                         |
| Boeing 737                     |                | Vereinigte Staaten           | Seefernaufklärer                                   |                | 2                   |                |                                         |
| Antonow An-30                  |                | Sowjetunion                  | Elektronische Kampfführung                         |                | 3                   |                |                                         |
| Bombardier Challenger 870      |                | Kanada                       | Aufklärungsflugzeug                                |                | 5                   |                |                                         |
| Iljuschin Il-76                |                | Sowjetunion                  | AWACS                                              |                | 4                   |                |                                         |
| Tupolew Tu-154                 |                | Sowjetunion                  | Elektronische Kampfführung                         |                | 7                   |                |                                         |
| Shaanxi Y-8                    |                | Volksrepublik China          | AWACSAufklärungsflugzeugElektronische Kampfführung |                | 11117               |                |                                         |
| Shaanxi Y-9                    |                | Volksrepublik China          | AWACS                                              |                | 14                  |                |                                         |
| Tankflugzeuge                  |                |                              |                                                    |                |                     |                |                                         |
| Iljuschin Il-76                |                | Sowjetunion                  | Tankflugzeug                                       | Il-78          | 3                   |                |                                         |
| Xian Y-20                      |                | Volksrepublik China          | Tankflugzeug                                       | Y-20U          | 7                   |                |                                         |
| Transportflugzeuge             |                |                              |                                                    |                |                     |                |                                         |
| Iljuschin Il-76                |                | Sowjetunion                  | Transportflugzeug                                  |                | 26                  |                |                                         |
| Xi’an MA60                     |                | Volksrepublik China          | Transportflugzeug                                  |                | 16                  |                |                                         |
| Tupolew Tu-154                 |                | Sowjetunion                  | Transportflugzeug                                  |                | 2                   |                |                                         |
| Xian Y-7                       |                | Volksrepublik China          | Transportflugzeug                                  |                | 48                  |                |                                         |
| Shaanxi Y-8                    |                | Volksrepublik China          | Transportflugzeug                                  |                | 80                  |                |                                         |
| Shaanxi Y-9                    |                | Volksrepublik China          | Transportflugzeug                                  |                | 24                  |                |                                         |
| Harbin Y-12                    |                | Volksrepublik China          | Transportflugzeug                                  |                | 11                  |                |                                         |
| Xian Y-20                      |                | Volksrepublik China          | Transportflugzeug                                  |                | 34                  |                |                                         |
| Schulflugzeuge                 |                |                              |                                                    |                |                     |                |                                         |
| Chengdu J-10                   |                | Volksrepublik China          | Schulflugzeug                                      | J-10S          | 3                   |                |                                         |
| Chengdu J-7                    |                | Volksrepublik China          | Schulflugzeug                                      | JJ-7           | 35                  |                |                                         |
| Hongdu JL-8                    |                | Volksrepublik China Pakistan | Schulflugzeug                                      |                | 170                 |                |                                         |
| Hongdu L-15                    |                | Volksrepublik China          | Schulflugzeug                                      |                | 2                   |                |                                         |
| Suchoi Su-27                   |                | Sowjetunion                  | Schulflugzeug                                      |                | 39                  |                |                                         |
| Xian Y-7                       |                | Volksrepublik China          | Schulflugzeug                                      |                | 13                  |                |                                         |
| Hubschrauber                   |                |                              |                                                    |                |                     |                |                                         |
| Mil Mi-8                       |                | Sowjetunion                  | Mehrzweckhubschrauber                              | Mi-17Mi-171    | 16                  |                |                                         |
| Harbin Z-8                     |                | Volksrepublik China          | Mehrzweckhubschrauber                              |                | 34                  |                |                                         |
| Harbin Z-9                     |                | Volksrepublik China          | Mehrzweckhubschrauber                              |                | 16                  |                | Lizenzbau vom Eurocopter Dauphin.       |
| Unbemannte Luftfahrzeuge       |                |                              |                                                    |                |                     |                |                                         |
| Chengdu Wing Loong             |                | Volksrepublik China          | Kampfdrohne                                        |                | 12+                 |                | [ 5 ]                                   |
| Chengdu Wing Loong II          |                | Volksrepublik China          | Kampfdrohne                                        |                |                     |                | [ 5 ]                                   |
| Hongdu GJ-11                   |                | Volksrepublik China          | Kampfdrohne                                        |                |                     |                | Steht in der Erprobung                  |
| WZ-10                          |                | Volksrepublik China          | Kampfdrohne                                        |                |                     |                |                                         |
| WZ-7                           |                | Volksrepublik China          | Aufklärungsdrohne                                  |                | 12+                 |                | [ 5 ]                                   |
| WZ-8                           |                | Volksrepublik China          | Aufklärungsdrohne                                  |                | 2+                  |                | [ 5 ]                                   |
| Tengden TB-001                 |                | Volksrepublik China          | Aufklärungsdrohne                                  |                |                     |                |                                         |

### Waffensysteme
Die Chinesische Luftwaffe verfügt über folgende Raketen und Bomben (Stand: Ende 2024):
Luft-Luft-Raketen:
- PL-5 B/C ()
- PL-8 ()
- PL-9 ()
- PL-10 ()
- PL-11 ()
- PL-12 A ()
- PL-15 ()
- PL-17 ()
- Wympel R-27 ()
- Wympel R-73 ()
- Wympel R-77 ()

Luft-Boden-Raketen:
- AKD-9 ()
- AKD-10 ()
- AKK-90 ()
- AR-1 bzw. AR-2 ()
- Lanjian-21 ()
- CM-501 G ()
- KD-88 ()
- YJ-91()
- Ch-29 ()
- Ch-31 P ()
- Ch-59M ()

Seezielflugkörper:
- YJ-8 K ()
- YJ-12 ()
- YJ-83 K/KH ()
- Ch-31 A ()

Marschflugkörper:
- CJ-10 ()
- YJ-63 ()

Bomben:
- LS PGB ()
- LT PGB ()
- FT PGB ()
- KAB-500KR ()
- KAB-1500KR ()

## Heer der Volksrepublik China

### Luftfahrzeuge
Das Heer der Volksrepublik China verfügt über folgende Flugzeug- und Hubschraubertypen (Stand Ende 2024):
| Flugzeug                 | Foto               | Herkunft               | Verwendung            | Version            | Aktiv              | Bestellt           | Anmerkungen                       |
| Transportflugzeuge       | Transportflugzeuge | Transportflugzeuge     | Transportflugzeuge    | Transportflugzeuge | Transportflugzeuge | Transportflugzeuge | Transportflugzeuge                |
| ------------------------ | ------------------ | ---------------------- | --------------------- | ------------------ | ------------------ | ------------------ | --------------------------------- |
| Xian Y-7                 |                    | Volksrepublik China    | Transportflugzeug     |                    | 7                  |                    |                                   |
| Shaanxi Y-8              |                    | Volksrepublik China    | Transportflugzeug     |                    | 3                  |                    |                                   |
| Shaanxi Y-9              |                    | Volksrepublik China    | Transportflugzeug     |                    | 2                  |                    |                                   |
| Hubschrauber             |                    |                        |                       |                    |                    |                    |                                   |
| Mil Mi-8                 |                    | Sowjetunion            | Mehrzweckhubschrauber | Mi-17Mi-171        | 242                |                    |                                   |
| Harbin Z-8               |                    | Volksrepublik China    | Mehrzweckhubschrauber |                    | 67                 |                    |                                   |
| Harbin Z-9               |                    | Volksrepublik China    | Mehrzweckhubschrauber |                    | 92                 |                    | Lizenzbau vom Eurocopter Dauphin. |
| Changhe Z-10             |                    | Volksrepublik China    | Kampfhubschrauber     |                    | 106                | 12                 |                                   |
| Changhe Z-11             |                    | Volksrepublik China    | Mehrzweckhubschrauber |                    | 46                 |                    |                                   |
| Harbin Z-19              |                    | Volksrepublik China    | Kampfhubschrauber     |                    | 175                | 11                 |                                   |
| UH-60 Black Hawk         |                    | Vereinigte Staaten     | Mehrzweckhubschrauber | S-70               | 23                 |                    |                                   |
| Schulungshubschrauber    |                    |                        |                       |                    |                    |                    |                                   |
| Guimbal Cabri G2         |                    | Frankreich             | Schulungshubschrauber |                    | 2                  |                    |                                   |
| H120 Colibri             |                    | Deutschland Frankreich | Schulungshubschrauber |                    | 93                 | 57                 |                                   |
| H125 Écureuil            |                    | Frankreich             | Schulungshubschrauber | H125MAS350         | 1                  |                    |                                   |
| Unbemannte Luftfahrzeuge |                    |                        |                       |                    |                    |                    |                                   |
| CASC Rainbow             |                    | Volksrepublik China    | Kampfdrohne           | CH-4B              | 5+                 |                    | [ 5 ]                             |
| Harbin BZK-005           |                    | Volksrepublik China    | Aufklärungsdrohne     |                    |                    |                    | [ 5 ]                             |
| Guizhou WZ-2000          |                    | Volksrepublik China    | Aufklärungsdrohne     |                    |                    |                    | berichtet                         |
| Aisheng BZK-006          |                    | Volksrepublik China    | Aufklärungsdrohne     |                    |                    |                    | [ 5 ]                             |
| GAIC BZK-007             |                    | Volksrepublik China    | Aufklärungsdrohne     |                    |                    |                    | [ 5 ]                             |
| CASC CH-91               |                    | Volksrepublik China    | Aufklärungsdrohne     |                    |                    |                    | [ 5 ]                             |

### Waffensysteme
Das Chinesische Heer verfügt über folgende Raketen (Stand: Ende 2024):
Luft-Luft-Raketen:
- TY-90 ()

Luft-Boden-Raketen:
- AKD-8 ()
- AKD-9 ()
- AKD-10 ()
- CM-501 GA ()
- Lanjian-21 ()

## Marine der Volksrepublik China

### Luftfahrzeuge
Die Marine der Volksrepublik China verfügt über folgende Flugzeug- und Hubschraubertypen (Stand Ende 2024):
| Flugzeug                       | Foto           | Herkunft                     | Verwendung                               | Version        | Aktiv          | Bestellt       | Anmerkungen                                                                 |
| Kampfflugzeuge                 | Kampfflugzeuge | Kampfflugzeuge               | Kampfflugzeuge                           | Kampfflugzeuge | Kampfflugzeuge | Kampfflugzeuge | Kampfflugzeuge                                                              |
| ------------------------------ | -------------- | ---------------------------- | ---------------------------------------- | -------------- | -------------- | -------------- | --------------------------------------------------------------------------- |
| Xian H-6                       |                | Volksrepublik China          | Bomber                                   |                | 30             |                | Lizenzbau der russischen Tupolew Tu-16.                                     |
| Chengdu J-7                    |                | Volksrepublik China          | Abfangjäger                              |                | 30             |                |                                                                             |
| Shenyang J-8                   |                | Volksrepublik China          | Abfangjäger                              |                | 47             |                |                                                                             |
| Chengdu J-10                   |                | Volksrepublik China          | Mehrzweckkampfflugzeug                   |                | 25             |                |                                                                             |
| Shenyang J-15                  |                | Volksrepublik China          | Mehrzweckkampfflugzeug                   |                | 46             |                | Basiert auf der russischen Suchoi Su-33. Weitere 50 Exemplare sind geplant. |
| Xian JH-7                      |                | Volksrepublik China          | Jagdbomber                               |                | 34             |                |                                                                             |
| Flugzeuge für Spezialmissionen |                |                              |                                          |                |                |                |                                                                             |
| Harbin SH-5                    |                | Volksrepublik China          | AWACS                                    |                | 3              |                |                                                                             |
| Xian Y-7                       |                | Volksrepublik China          | Search and Rescue                        |                | 1              |                |                                                                             |
| Shaanxi Y-8                    |                | Volksrepublik China          | AWACSAufklärungsflugzeugSeefernaufklärer |                | 810            |                |                                                                             |
| Shaanxi Y-9                    |                | Volksrepublik China          | AWACS                                    |                | 8              |                |                                                                             |
| Transportflugzeuge             |                |                              |                                          |                |                |                |                                                                             |
| Xi’an MA60                     |                | Volksrepublik China          | Transportflugzeug                        |                | 3              |                |                                                                             |
| Xian Y-7                       |                | Volksrepublik China          | Transportflugzeug                        |                | 17             |                |                                                                             |
| Shaanxi Y-8                    |                | Volksrepublik China          | Transportflugzeug                        |                | 16             |                |                                                                             |
| Schulflugzeuge                 |                |                              |                                          |                |                |                |                                                                             |
| Shenyang J-6                   |                | Volksrepublik China          | Schulflugzeug                            | JJ-6           | 14             |                |                                                                             |
| Hongdu JL-8                    |                | Volksrepublik China Pakistan | Schulflugzeug                            |                | 11             |                |                                                                             |
| Guizhou JL-9                   |                | Volksrepublik China          | Schulflugzeug                            |                | 2              |                |                                                                             |
| Hongdu L-15                    |                | Volksrepublik China          | Schulflugzeug                            |                | 12             |                |                                                                             |
| Xian Y-7                       |                | Volksrepublik China          | Schulflugzeug                            |                | 5              |                |                                                                             |
| Hubschrauber                   |                |                              |                                          |                |                |                |                                                                             |
| Eurocopter Dauphin             |                | Frankreich                   | Mehrzweckhubschrauber                    | AS365AS565     | 6              |                |                                                                             |
| Kamow Ka-27                    |                | Sowjetunion                  | Mehrzweckhubschrauber                    | Ka-27Ka-28     | 117            |                |                                                                             |
| Kamow Ka-31                    |                | Sowjetunion                  | AWACS                                    |                | 9              |                |                                                                             |
| Harbin Z-8                     |                | Volksrepublik China          | Mehrzweckhubschrauber                    |                | 29             |                |                                                                             |
| Harbin Z-9                     |                | Volksrepublik China          | Mehrzweckhubschrauber                    |                | 33             |                | Lizenzbau vom Eurocopter Dauphin.                                           |
| Changhe Z-18                   |                | Volksrepublik China          | MehrzweckhubschrauberAWACS               |                | 21             |                |                                                                             |
| Mil Mi-8                       |                | Sowjetunion                  | Mehrzweckhubschrauber                    |                | 8              |                |                                                                             |
| Unbemannte Luftfahrzeuge       |                |                              |                                          |                |                |                |                                                                             |
| Harbin BZK-005                 |                | Volksrepublik China          | Aufklärungsdrohne                        |                |                |                | [ 5 ]                                                                       |
| GAIC BZK-007                   |                | Volksrepublik China          | Aufklärungsdrohne                        |                |                |                | [ 5 ]                                                                       |
| Guizhou WZ-7                   |                | Volksrepublik China          | Aufklärungsdrohne                        |                |                |                | [ 5 ]                                                                       |

### Waffensysteme
Die Chinesische Marine verfügt über folgende Raketen und Bomben (Stand: Ende 2024):
Luft-Luft-Raketen:
- PL-8 ()
- PL-9 ()
- PL-11 ()
- PL-12 ()
- Wympel R-27 ()
- Wympel R-73 ()
- Wympel R-77 ()

Luft-Boden-Raketen:
- KD-88 ()
- YJ-91()

Seezielflugkörper:
- YJ-8 K ()
- YJ-9 ()
- YJ-12 ()
- YJ-83 K ()

Bomben:
- LS PGB ()
- LT PGB ()

## Ehemalige Luftfahrzeuge
| Flugzeug       | Foto           | Herkunft            | Verwendung     | Version        | Anzahl         | Jahre          | Anmerkungen    |
| Kampfflugzeuge | Kampfflugzeuge | Kampfflugzeuge      | Kampfflugzeuge | Kampfflugzeuge | Kampfflugzeuge | Kampfflugzeuge | Kampfflugzeuge |
| -------------- | -------------- | ------------------- | -------------- | -------------- | -------------- | -------------- | -------------- |
| Nanchang Q-5   |                | Volksrepublik China | Jagdbomber     |                | 1000           | 1970–2017      |                |